# Vorderasien
Koordinaten: 25° 50′ 22″ N, 43° 14′ 31″ O

Westasien in politischen Grenzen als UN-Subregion

Vorderasien, Westasien oder Südwestasien sind zusammenfassende Bezeichnungen für eine Region im Südwesten des Kontinentes Asien. Die drei Begriffe sind austauschbar, wobei Vorderasien einen europäischen Blickwinkel beinhaltet. Zur genauen Abgrenzung gibt es unterschiedliche Vorstellungen.

## Abgrenzung
Nach der heute vorherrschenden Definition wird Vorderasien im Westen durch das Mittelmeer und das Rote Meer, im Norden durch das Schwarze Meer, den Kaukasus und das Kaspische Meer, im Osten durch die Randgebirge Irans und im Süden durch den Indischen Ozean begrenzt.
Über die Halbinsel Sinai ist Vorderasien mit Afrika verbunden, Dardanellen, Marmarameer und Bosporus bilden eine nur schmale Trennung von Europa. Weiter nördlich ist der Verlauf der innereurasischen Grenze umstritten. Dies betrifft die Staaten Georgien und Aserbaidschan im Kaukasus, die zu Vorderasien oder nach manchen Einschätzungen ganz oder teilweise zu Europa gezählt werden.
Vorderasien umfasst Kleinasien, Kaukasien (teilweise), Mesopotamien, Syrien, Palästina, die Arabische und die Sinaihalbinsel, das Armenische Hochland und das Iranische Hochland.
Im Übergangsbereich nach Zentralasien befindet sich Afghanistan. Das immer zu Vorderasien zählende Land Iran wird in der Einteilung der UN-Abteilung UNSD nicht Vorderasien, sondern Südasien zugeschlagen, ausschließlich für statistische Zwecke und diese Bezeichnung übernimmt und impliziert keine Beziehung oder Verbindung zwischen den betreffenden Ländern.

## Verwandte Begriffe
Es bestehen weitreichende Überlappungen mit dem Begriff Naher Osten (englisch aber Middle East), der die arabischen Staaten Vorderasiens und Israel bezeichnet und außerdem Zypern, Iran, die Türkei (teilweise nur Anatolien) und Ägypten dazuzählt.
Weitere für die Region verwendete Begriffe sind Orient und Vorderer Orient.

## Liste der Staaten
Folgende Staaten und abhängige Gebiete werden geografisch zu Vorderasien gezählt:
- Ägypten (nur die Halbinsel Sinai)
- Armenien
- Aserbaidschan (ganz oder teilweise)
- Bahrain
- Georgien (ganz oder teilweise)
- Irak
- Iran
- Israel
- Jemen (ohne die Insel Sokotra)
- Jordanien
- Katar
- Kuwait
- Libanon
- Oman
- Palästina
- Saudi-Arabien
- Syrien
- Türkei (asiatischer Teil, also Anatolien)
- Vereinigte Arabische Emirate
- Republik Zypern (politisch Teil der Europäischen Union)
- Türkische Republik Nordzypern

## Geschichte

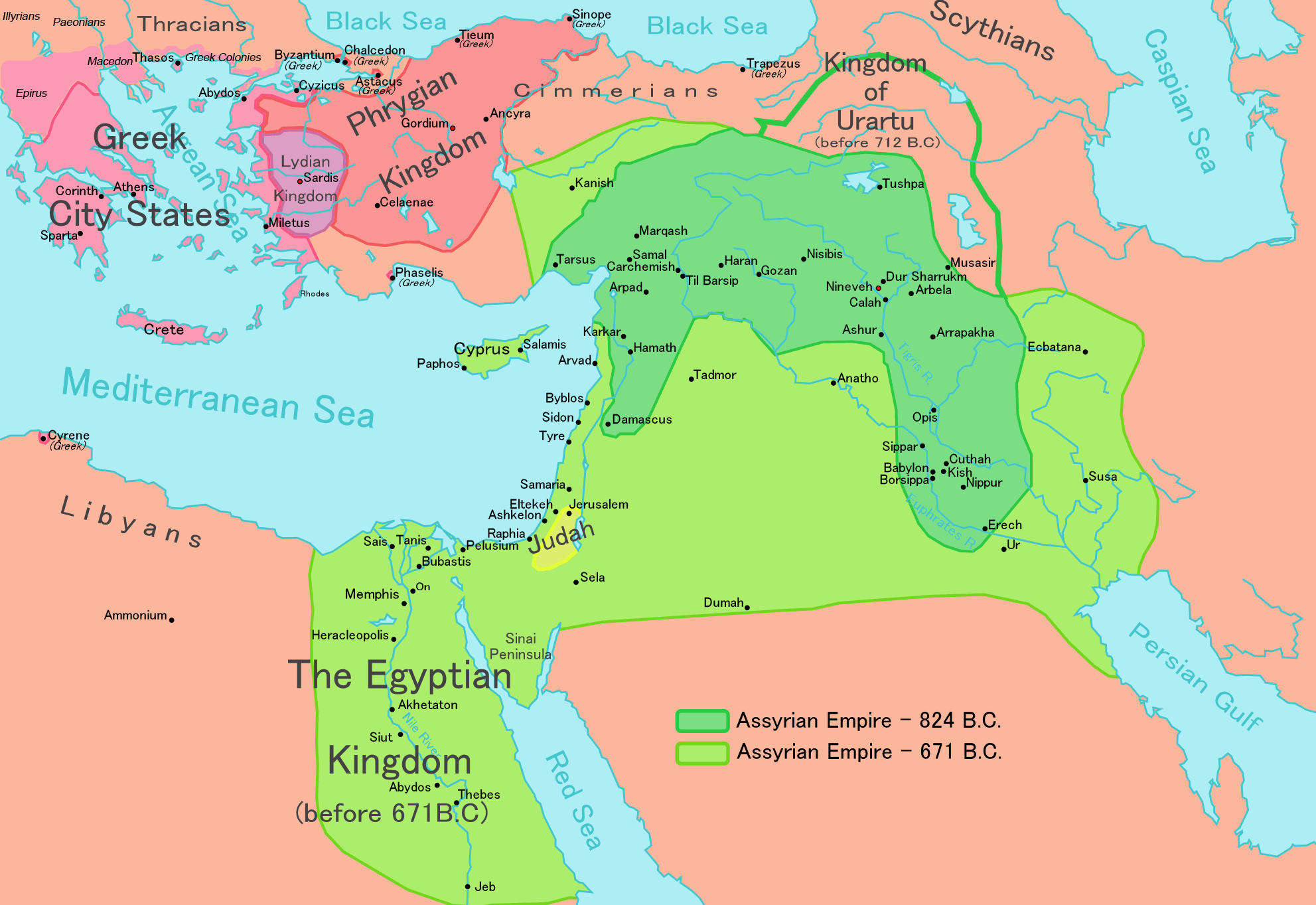
Assyrien bis 671 v. Chr.

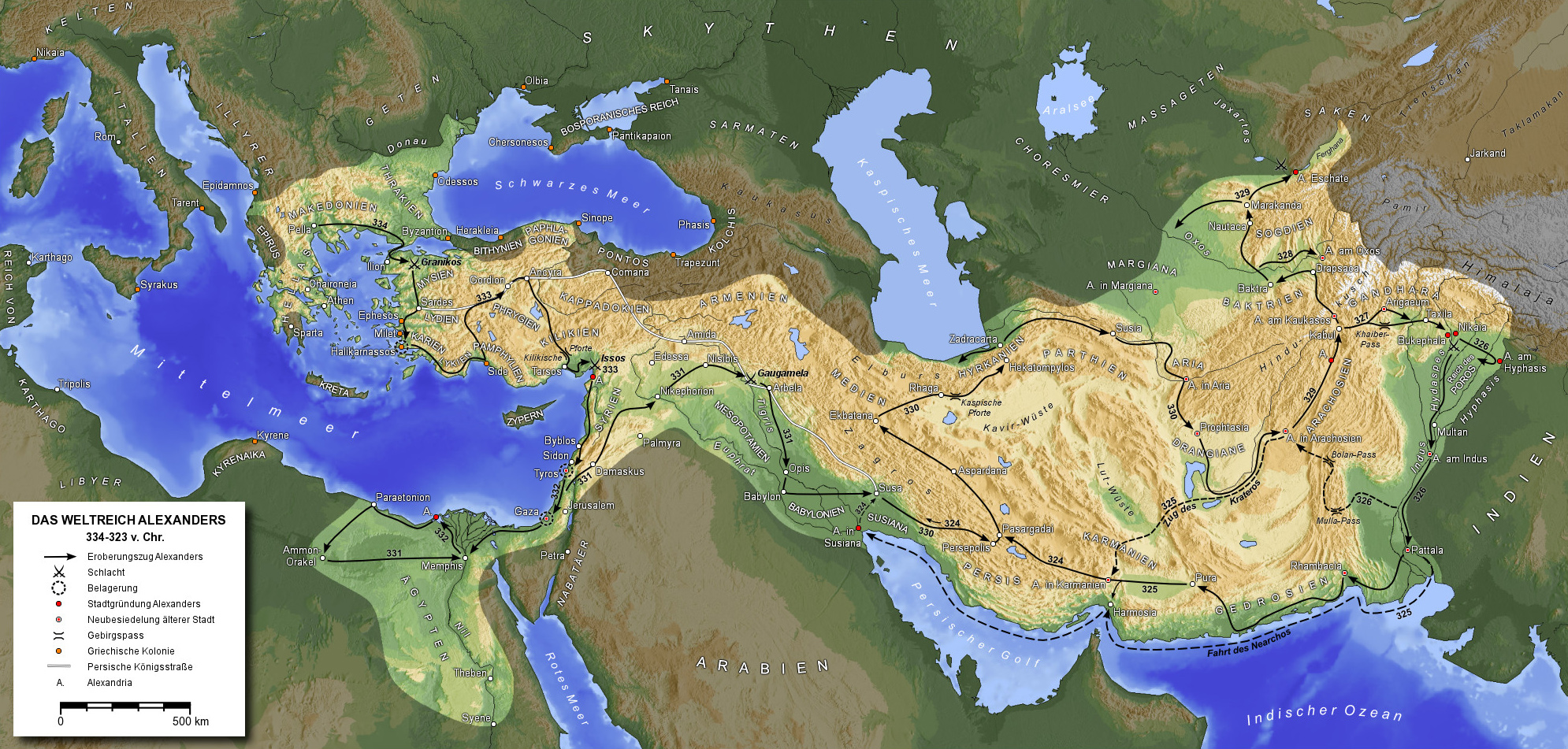
Alexanderreich

Einige Eckpunkte in der Geschichte Vorderasiens:
- Im Natufien lebten die Menschen erstmals sesshaft.
- In der Uruk-Zeit entstanden die ersten arbeitsteilig organisierten Großsiedlungen und die Schrift wurde erfunden.
- Um 900 v. Chr. entstand mit dem Neuassyrischen Reich das erste Weltreich.
- Das Persische Reich folgte, mit der größten Ausdehnung unter König Dareios I. im 5. Jahrhundert v. Chr.
- Alexander der Große eroberte das Perserreich und errichtete bis 323 v. Chr. ein eigenes Großreich, das nach seinem Tod an seine Generäle, die Diadochen fiel.
- Unter dem Partherkönig Mithridates II. wurde 115 v. Chr. die Seidenstraße „eröffnet“, einer der wichtigsten Handelswege vom Mittelmeer durch Vorderasien über Zentralasien bis Ostasien.
- 70 v. Chr. erreichte das Römische Reich die Region und breitete sich bis 300 n. Chr. aus.
- In der Spätantike, vom 3. bis zum 7. Jahrhundert, bekriegten sich Ostrom/Byzanz und das neupersische Sassanidenreich in den römisch-persischen Kriegen.
- Im 7. Jahrhundert eroberten die Araber weite Teile Vorderasiens.
- Ab dem 13. Jahrhundert eroberten die Osmanen Anatolien vom Byzantinischen Reich und 1453 Konstantinopel. Den Höhepunkt ihrer Macht erreichten die Osmanen im 16. und 17. Jahrhundert.